# ギルテリチニブ
ギルテリチニブ (英語: Gilteritinib) は、急性骨髄性白血病の治療薬のひとつ。
変異を起こしたFLT3チロシンキナーゼを阻害することで作用する。
アステラス製薬により開発された。2018年4月に、アステラス製薬は米国食品医薬品管理局 に成人FLT3変異陽性の再発または難治性急性骨髄性白血病 (AML) に対しての承認を申請し、同年11月に承認された。日本では、2018年11月20日に薬価収載された。製品名はゾスパタ。

## 効能又は効果
- 再発又は難治性のFLT3遺伝子変異陽性の急性骨髄性白血病。

## 作用機序
- ギルテリチニブは、FLT3等のチロシンキナーゼに対する阻害作用を示す。FLT3を介したシグナル伝達を阻害することにより、FLT3遺伝子変異（FLT3-ITD及びFLT3-TKD（D835Y））による異常に活性化した腫瘍細胞の増殖シグナルを抑制する。